# Dietersdorf (Südharz)
Dietersdorf (Südharz) este o comună din landul Saxonia-Anhalt, Germania.
1. ↑  GeoNames